# جون ك. فيربانك
جون ك. فيربانك (بالإنجليزية: John King Fairbank)‏ هو مؤرخ وأستاذ جامعي وكاتب أمريكي، ولد في 24 مايو 1907 في داكوتا الجنوبية في الولايات المتحدة، وتوفي في 14 سبتمبر 1991 في كامبريدج في الولايات المتحدة.